# Eilema tonseana
Eilema tonseana là một loài bướm đêm thuộc phân họ Arctiinae, họ Erebidae.